# Pieve di San Crescentino
La pieve di San Crescentino, che sorge nei pressi di Cantiano, è una pieve di fattura romanico-carolingia dedicata a San Crescentino con origini antichissime.

## Storia e descrizione
È opinione comune far risalire la fondazione della chiesa intorno all'anno mille, periodo in cui si diffuse molto il culto e la devozione verso San Crescentino nelle zone a cavallo tra Città di Castello ed Urbino, città entrambe di cui ancor oggi il predetto martire è patrono. Invero, secondo la tradizione, il nobile Crescentino (o Crescenziano), eques dell'esercito imperiale, fu martirizzato durante la persecuzione di Diocleziano in località Pieve de' Saddi, presso Pietralunga posta tra Città di Castello e Gubbio. Tuttavia, durante i recenti lavori di restauro resi necessari a seguito dei danni causati dal terremoto del 1997, il rinvenimento di un elemento lapideo pavimentale di fattura carolingia, anticiperebbe la data di fondazione della pieve di un paio di secoli.
Nella chiesa, sotto l'altare, riposano i resti dei santi martiri Orfito e Benedetto, compagni di san Crescentino, forse traslati nel corso del XII secolo durante l'episcopato di sant'Ubaldo dalla chiesa loro dedicata, posta sempre nel territorio di Cantiano e caduta in disuso, di cui oggi non restano tracce. Invero il vescovo Ubaldo visitò più volte la pieve di San Crescentino in cui, dopo aver celebrato la messa, compì un miracolo ridando la parola a un giovinetto del posto che era muto fin dalla nascita.
Il complesso della Pieve è composto dalla chiesa, dalla canonica e da una poderosa ed alta torre di avvistamento medievale, formanti un unico corpo edilizio per stile e bellezza. La torre, costruita per controllare i movimenti sulla vicina via Flaminia, era anche a difesa del corridoio bizantino.
La strada che le passa a fianco, in effetti, conduce ancora a Gubbio, costituendo un percorso alternativo alla Flaminia.
All'interno della chiesa, un notevole affresco, datato 1469, raffigura la Madonna del bell'Amore insieme ai santi Ubaldo e Crescentino. Inoltre in un altro affresco, certamente di fattura anteriore e riconducibile al XIV secolo, si riconosce la figura di sant'Antonio da Padova.
Degno di menzione è anche un dipinto raffigurante il santo titolare attribuito a Virgilio Nucci di Gubbio (1547-1621).
Splendidi fregi bizantini e una croce carolingia, rinvenuti nei recenti restauri sotto il pavimento, sono ora sistemati dietro l'altare.